# تشارلز إف. بندلتون
تشارلز إف. بندلتون (بالإنجليزية: Charles F. Pendleton)‏ هو عسكري أمريكي، ولد في 26 سبتمبر 1931 في كامدن في الولايات المتحدة، وتوفي في 17 يوليو 1953 في كوريا في ممالك كوريا الثلاث.